# Osmar Serraglio
Osmar José Serraglio GCRB • GOMM (Erechim, 23 de maio de 1948) é um advogado, empresário e político brasileiro, filiado ao Progressistas (PP) e ex-deputado federal pelo Paraná, cargo que exerceu de 1999 a 2019 e de 2021 a 2023. Foi também ministro da Justiça e Segurança Pública entre 7 de março e 31 de maio de 2017.

## Biografia

### Formação jurídica e docência
Osmar formou-se em direito pela Faculdade de Direito de Curitiba, atual Centro Universitário Curitiba, em 1971, e tornou-se mestre em direito do Estado pela PUC-SP em 1986. Foi professor substituto de direito administrativo na PUC de 1980 a 1986, além de diretor da Faculdade de Direito da Universidade Paranaense (UNIPAR) no campus de Umuarama em 1987.

### Vida pública
Filiado ao PMDB desde 1980, tendo sido antes filiado ao MDB desde 1978, foi vice-prefeito de Umuarama de 1993 a 1996. Também exerceu os cargos de assessor jurídico das prefeituras de Mariluz em 1984, Nova Olímpia em 1988, Iporã, Guaíra e Umuarama em 1993 e Foz do Iguaçu, São Jorge do Patrocínio e Japurá em 1997.
Em 2018, deixou o MDB, partido que estava há 40 anos, por divergência com o comando da sigla no estado, encabeçada pelo senador Roberto Requião e ingressou no Progressistas (PP).

#### Câmara dos Deputados
Deputado federal pelo Paraná eleito em outubro de 1998, Osmar tomou posse na Câmara em 1º de fevereiro de 1999.
Foi presidente da Comissão de Constituição e Justiça e de Cidadania (CCJC), e destacou-se no cargo de relator da CPMI dos Correios criada em 2005 para investigar denúncias de corrupção na Empresa Brasileira de Correios e Telégrafos (ECT). Em 2004, Serraglio foi admitido pelo presidente Luiz Inácio Lula da Silva ao grau de Grande-Oficial especial da Ordem do Mérito Militar.
Após exercer cinco mandatos, não foi reeleito nas eleições gerais de 2018.
Em 25 de agosto de 2021, assumiu novamente o cargo de deputado federal, após o Tribunal Superior Eleitoral cassar o mandato de Boca Aberta (PROS), de quem Serraglio era suplente.

##### Posições em relação ao governo Dilma Rousseff
Osmar situou-se como um deputado federal "neutro" (nem totalmente aliado nem totalmente de oposição) ao governo Dilma Rousseff, mas votou favoravelmente em 17 de abril de 2016 pela abertura do processo que destituiu-a da Presidência.

##### Relacionamento com Eduardo Cunha
Considerado um aliado do ex-presidente da Câmara Eduardo Cunha (PMDB-RJ), foi indicado em maio de 2016 presidente da Comissão de Constituição e Justiça e de Cidadania (CCJC), dita a mais importante comissão da casa, responsável, entre outros temas, por julgar a cassação de deputados. À frente da comissão, foi acusado de participar de manobras em favor da protelação da análise do processo da cassação de Eduardo Cunha, tendo, entre outras manobras, encerrado em 13 de julho de 2016 a sessão que avaliaria o processo "sem motivo aparente".

#### Ministério da Justiça
Em 23 de fevereiro de 2017, Osmar é anunciado como o novo Ministro da Justiça e Segurança Pública do governo Michel Temer assumindo o lugar de Alexandre de Moraes, que fora nomeado ministro do Supremo Tribunal Federal (STF). Em abril do mesmo ano, foi admitido pelo presidente Michel Temer ao último grau da Ordem de Rio Branco, a Grã-Cruz suplementar.

##### Operação Carne Fraca
Em 17 de março de 2017, Osmar – então ainda deputado federal – foi flagrado em áudio pela Operação Carne Fraca da Polícia Federal intermediando junto ao chefe da fiscalização de frigoríficos no Paraná e principal alvo da investigação criminal Daniel Gonçalves Filho em favor de uma das empresas envolvidas no escândalo. Na gravação, Osmar referiu-se ao então superintendente regional do Ministério da Agricultura Daniel Gonçalves Filho como o "grande chefe". Gonçalves chefiava a ação fiscais e subordinados que, de acordo com a investigação, emitiam certificados sanitários sem realizar a fiscalização, assim facilitando a produção de alimentos adulterados por parte dos frigoríficos.

##### Exoneração
Em 28 de maio de 2017, Temer anunciou que Osmar Serraglio seria nomeado ministro da Transparência, Fiscalização e Controladoria-Geral da União trocando de função com Torquato Jardim, que assumiria o Ministério da Justiça. No entanto, dois dias depois, Osmar recusou a troca e preferiu voltar ao seu cargo de deputado federal, assim deixando o seu suplente Rocha Loures (PMDB-PR) sem cargo parlamentar e consequentemente sem o foro privilegiado.
Em 31 de maio, a exoneração de Osmar do ministério da Justiça foi publicada no Diário Oficial da União.

## Vida pessoal
Osmar é casado desde 1996 com Tânia Maria dos Santos Serraglio com a qual possui a filha única nascida em 2001 Ana Beatriz dos Santos Serraglio, sendo os três católicos.